# Ткач Юлія Анатоліївна
Ю́лія Анатоліївна Ткач (до шлюбу Остапчу́к; 26 вересня 1989, м. Ковель, Волинська область) — українська борчиня вільного стилю, чемпіонка світу, триразова чемпіонка Європи. Заслужений майстер спорту України.

## Життєпис
Народилась 26 вересня 1989 року в Ковелі. Почала займатись вільною боротьбою 2001 року. Перший тренер: Анатолій Мілехін.
Впродовж 2002—2009 років навчалась і вдосконалювала свою спортивну майстерність на відділенні боротьби Львівського училища фізичної культури під керівництвом тренера Андрія Пістуна.
З 2009 року студентка Львівського університету фізичної культури.
У 2005 році стала чемпіонкою Європи серед дівчат в Албанії. У 2006 виконала норматив майстра спорту міжнародного класу, Чемпіонка світу та триразова Чемпіонка Європи серед юніорів, 5-та лауреатка чемпіонату світу та чемпіонату Європи 2007 серед жінок, учасниця XXIX Олімпійських ігор, бронзова призерка Чемпіонату Європи серед жінок 2010.
Здобула золоту медаль на чемпіонаті Європі з вільної боротьби у німецькому місті Дортмунд, який проходив 31 березня 2011.
На літніх Олімпійських іграх 2008 року зайняла 11 місце. Через чотири роки на лондонській Олімпіаді програла в 1/4 фіналу росіянці Любові Волосовій.
Чемпіонка світу 2014 року. Виграла змагання після повернення з декретної відпустки.
Тренери: Ткач Олександр Леонідович, Копитко Юрій Богданович.
Чоловік теж займався вільною боротьбою. Подружжя має сина Ярослава 2013 року народження. Хобі — книги.
Весною 2016 року приєдналася до патріотичного флешмобу #яЛюблюСвоюКраїну, опублікувавши відеозвернення, в якому розповідає, за що любить Україну.

### Чемпіонат Європи 2019
На чемпіонаті Європи з вільної боротьби, що відбувався у лютому Римі, здобула золоту нагороду у ваговій категорії до 62 кг. Українка в чвертьфіналі достроково здолала білоруську спортсменку Вероніку Іванову (12:2). У півфіналі Юлія Ткач перемогла колишню партнерку по збірній України, яка на цьому чемпіонаті виступала за команду Азербайджану, Тетяну Омельченко (4:0).
Суперницею по фіналу стала титулована росіянка Інна Тражукова. Вона на момент чемпіонату була діючою чемпіонкою світу у вазі 65 кг, а також є багаторазовою призеркою чемпіонату Європи. У першій «3-хвилинці» фінальної сутички росіянка мінімально вела в рахунку 0:1. Після перерви Юлія активізувалась і за хвилину до фінального свистка вже переважала суперницю на один бал (2:1). Після перемоги на турнірі Юлія втретє стала чемпіонкою Європи з боротьби.

## Державні нагороди
- Орден «За заслуги» III ст. (4 березня 2016) — за значний особистий внесок у соціально-економічний, науково-технічний, культурно-освітній розвиток Української держави, зразкове виконання службового обов'язку та багаторічну сумлінну працю[6]
- Орден княгині Ольги II ст. (8 березня 2021) — за значний особистий внесок у соціально-економічний, науково-технічний, культурно-освітній розвиток Української держави, зразкове виконання службового обов'язку та багаторічну сумлінну працю[7]
- Орден княгині Ольги III ст. (15 липня 2019) — за досягнення високих спортивних результатів на II Європейських іграх у м. Мінську (Республіка Білорусь), виявлені самовідданість та волю до перемоги, піднесення міжнародного авторитету України[8]
- Відзнака Президента України — ювілейна медаль «25 років незалежності України» (19 серпня 2016) — за значні особисті заслуги у становленні незалежної України, утвердженні її суверенітету та зміцненні міжнародного авторитету, вагомий внесок у державне будівництво, соціально-економічний, культурно-освітній розвиток, активну громадсько-політичну діяльність, сумлінне та бездоганне служіння Українському народу[9]

## Спортивні результати на міжнародних змаганнях

### Виступи на Олімпіадах
| Змагання                    | Збірна  | Вагова категорія          | Місце |
| --------------------------- | ------- | ------------------------- | ----- |
| Літні Олімпійські ігри 2008 | Україна | жіноча боротьба, до 63 кг | 11    |
| Літні Олімпійські ігри 2012 | Україна | жіноча боротьба, до 63 кг | 7     |
| Літні Олімпійські ігри 2016 | Україна | жіноча боротьба, до 63 кг | 9     |

### Виступи на Чемпіонатах світу
| Змагання                        | Збірна  | Вагова категорія          | Місце  |
| ------------------------------- | ------- | ------------------------- | ------ |
| Чемпіонат світу з боротьби 2007 | Україна | жіноча боротьба, до 63 кг | 5      |
| Чемпіонат світу з боротьби 2009 | Україна | жіноча боротьба, до 63 кг | 10     |
| Чемпіонат світу з боротьби 2011 | Україна | жіноча боротьба, до 63 кг | 7      |
| Чемпіонат світу з боротьби 2014 | Україна | жіноча боротьба, до 63 кг | Золото |
| Чемпіонат світу з боротьби 2015 | Україна | жіноча боротьба, до 63 кг | Бронза |
| Чемпіонат світу з боротьби 2017 | Україна | жіноча боротьба, до 63 кг | Срібло |
| Чемпіонат світу з боротьби 2018 | Україна | жіноча боротьба, до 62 кг | Бронза |
| Чемпіонат світу з боротьби 2019 | Україна | жіноча боротьба, до 62 кг | 7      |
| Чемпіонат світу з боротьби 2023 | Україна | жіноча боротьба, до 59 кг | Срібло |

### Виступи на Чемпіонатах Європи
| Змагання                         | Збірна  | Вагова категорія          | Місце  |
| -------------------------------- | ------- | ------------------------- | ------ |
| Чемпіонат Європи з боротьби 2007 | Україна | жіноча боротьба, до 59 кг | 5      |
| Чемпіонат Європи з боротьби 2010 | Україна | жіноча боротьба, до 63 кг | Бронза |
| Чемпіонат Європи з боротьби 2011 | Україна | жіноча боротьба, до 63 кг | Золото |
| Чемпіонат Європи з боротьби 2012 | Україна | жіноча боротьба, до 63 кг | Золото |
| Чемпіонат Європи з боротьби 2014 | Україна | жіноча боротьба, до 63 кг | Бронза |
| Чемпіонат Європи з боротьби 2016 | Україна | жіноча боротьба, до 63 кг | Срібло |
| Чемпіонат Європи з боротьби 2017 | Україна | жіноча боротьба, до 63 кг | Бронза |
| Чемпіонат Європи з боротьби 2020 | Україна | жіноча боротьба, до 62 кг | Золото |
| Чемпіонат Європи з боротьби 2023 | Україна | жіноча боротьба, до 59 кг | Срібло |
| Чемпіонат Європи з боротьби 2024 | Україна | жіноча боротьба, до 62 кг | Бронза |

### Виступи на Європейських іграх
| Змагання              | Збірна  | Вагова категорія          | Місце  |
| --------------------- | ------- | ------------------------- | ------ |
| Європейські ігри 2015 | Україна | жіноча боротьба, до 63 кг | Срібло |
| Європейські ігри 2019 | Україна | жіноча боротьба, до 62 кг | Золото |

### Виступи на Кубках світу
| Змагання                    | Збірна  | Вагова категорія          | Місце  |
| --------------------------- | ------- | ------------------------- | ------ |
| Кубок світу з боротьби 2012 | Україна | жіноча боротьба, до 63 кг | 5      |
| Кубок світу з боротьби 2015 | Україна | жіноча боротьба, до 63 кг | 6      |
| Кубок світу з боротьби 2022 | Україна | команда                   | Золото |

### Виступи на інших змаганнях
| Змагання                                                          | Збірна  | Вагова категорія          | Місце  |
| ----------------------------------------------------------------- | ------- | ------------------------- | ------ |
| Золотий Гран-прі з боротьби 2010 (Красноярськ)                    | Україна | жіноча боротьба, до 63 кг | Срібло |
| Золотий Гран-прі з боротьби 2010 (Баку)                           | Україна | жіноча боротьба, до 63 кг | 14     |
| Чемпіонат світу з боротьби серед студентів 2010                   | Україна | жіноча боротьба, до 63 кг | Золото |
| Київський Міжнародний турнір з боротьби 2012                      | Україна | жіноча боротьба, до 63 кг | Срібло |
| Олімпійський кваліфікаційний турнір з боротьби 2012 (Софія)       | Україна | жіноча боротьба, до 63 кг | Золото |
| Золотий Гран-прі з боротьби 2012 (Баку)                           | Україна | жіноча боротьба, до 63 кг | Срібло |
| Чемпіонат світу з боротьби серед студентів 2012                   | Україна | жіноча боротьба, до 63 кг | Золото |
| Турнір Олександра Медведя 2014                                    | Україна | жіноча боротьба, до 63 кг | Срібло |
| Золотий Гран-прі з боротьби 2014 (Баку)                           | Україна | жіноча боротьба, до 63 кг | Бронза |
| Klippan Lady Open 2015                                            | Україна | жіноча боротьба, до 63 кг | Золото |
| Золотий Гран-прі з боротьби 2015                                  | Україна | жіноча боротьба, до 63 кг | 13     |
| Турнір Дана Колова — Николи Петрова 2016                          | Україна | жіноча боротьба, до 63 кг | Золото |
| Київський Міжнародний турнір з боротьби 2016                      | Україна | жіноча боротьба, до 63 кг | Золото |
| Відкритий чемпіонат Польщі з боротьби 2016                        | Україна | жіноча боротьба, до 63 кг | Золото |
| Золотий Гран-прі з боротьби 2016                                  | Україна | жіноча боротьба, до 63 кг | Золото |
| Київський Міжнародний турнір з боротьби 2017                      | Україна | жіноча боротьба, до 63 кг | Золото |
| Турнір Дана Колова — Николи Петрова 2017                          | Україна | жіноча боротьба, до 63 кг | Золото |
| Відкритий чемпіонат Польщі з боротьби 2017                        | Україна | жіноча боротьба, до 63 кг | Бронза |
| Klippan Lady Open 2018                                            | Україна | жіноча боротьба, до 62 кг | Срібло |
| Відкритий чемпіонат Китаю з боротьби 2018                         | Україна | жіноча боротьба, до 62 кг | Золото |
| Відкритий чемпіонат Польщі з боротьби 2018                        | Україна | жіноча боротьба, до 62 кг | Золото |
| Турнір Дана Колова — Николи Петрова 2019                          | Україна | жіноча боротьба, до 62 кг | Золото |
| Київський Міжнародний турнір з боротьби 2019                      | Україна | жіноча боротьба, до 62 кг | Золото |
| Турнір Яшара Догу 2019                                            | Україна | жіноча боротьба, до 62 кг | 9      |
| Турнір Маттео Пелліцоне 2020                                      | Україна | жіноча боротьба, до 62 кг | Бронза |
| Гран-прі Франції Анрі Деглана 2021                                | Україна | жіноча боротьба, до 62 кг | Бронза |
| Київський Міжнародний турнір з боротьби 2021                      | Україна | жіноча боротьба, до 62 кг | 5      |
| Турнір Ібрагіма Мустафи 2023                                      | Україна | жіноча боротьба, до 59 кг | Золото |
| Турнір Каба Уулу Кодомкулу та Раатбека Санатбаєва з боротьби 2023 | Україна | жіноча боротьба, до 59 кг | Золото |

### Виступи на змаганнях молодших вікових груп
| Змагання                                       | Збірна  | Вагова категорія          | Місце  |
| ---------------------------------------------- | ------- | ------------------------- | ------ |
| Чемпіонат Європи з боротьби серед юніорів 2007 | Україна | жіноча боротьба, до 63 кг | Золото |
| Чемпіонат світу з боротьби серед юніорів 2007  | Україна | жіноча боротьба, до 63 кг | Золото |
| Чемпіонат Європи з боротьби серед юніорів 2008 | Україна | жіноча боротьба, до 63 кг | Золото |
| Чемпіонат Європи з боротьби серед юніорів 2009 | Україна | жіноча боротьба, до 63 кг | Золото |